# Élections municipales turques de 2004
Les élections municipales turques de 2004 (2004 Türkiye Cumhuriyeti Yerel Yönetimler Seçimi) se sont tenues dans les 81 provinces de Turquie le 28 mars 2004 afin d'élire les maires(Belediye başkanı) et les conseillers municipaux. 
Les 16 municipalités métropolitaines et les 3 193 municipalités de district étaient en lice. Plus de 50 000 présidents de quartier (muhtars) ont également été élus, bien qu'ils ne soient affiliés à aucune affiliation politique.
Ce sont les premières élections municipales pour le jeune Parti de la justice et du développement (AKP) de Recep Tayyip Erdoğan, arrivé récemment au pouvoir à la suite des élections législatives turques de 2002. 
Avec près de 42 % des voix à l'échelle nationale, l'AKP remporte une large victoire, augmentant de de 8 % son score réalisé lors des législatives. Le seul parti d'opposition représenté au Parlement, le Parti républicain du peuple (CHP), a obtenu 18 % des voix. Les partis traditionnels de l'establishment turc ont encore perdu du terrain : le Parti d'action nationaliste (MHP), connaît une baisse de 6 % de son suffrage populaire, mais parvient tout de même a remporté plus de 10 % des voix. Cela est de bon augure pour leurs ambitions aux élections législatives turques de 2007, puisque 10 % des voix est le seuil électoral requis pour remporter des sièges au Parlement.

## Résultats

### Par province
| Province       | Party |
| -------------- | ----- |
| Adana          | AKP   |
| Adıyaman       | AKP   |
| Afyonkarahisar | AKP   |
| Ağrı           | AKP   |
| Amasya         | AKP   |
| Ankara         | AKP   |
| Antalya        | AKP   |
| Artvin         | CHP   |
| Aydın          | AKP   |
| Balıkesir      | AKP   |
| Bilecik        | AKP   |
| Bingöl         | AKP   |
| Bitlis         | AKP   |
| Bolu           | AKP   |
| Burdur         | AKP   |
| Bursa          | AKP   |
| Çanakkale      | CHP   |

| Province   | Party            |
| ---------- | ---------------- |
| Çankırı    | AKP              |
| Çorum      | AKP              |
| Denizli    | AKP              |
| Diyarbakır | DGB              |
| Edirne     | CHP              |
| Elazığ     | DYP              |
| Erzincan   | AKP              |
| Erzurum    | AKP              |
| Eskişehir  | DSP              |
| Gaziantep  | AKP              |
| Giresun    | AKP              |
| Gümüşhane  | Modèle:Fontcolor |
| Hakkâri    | DGB              |
| Hatay      | AKP              |
| Isparta    | AKP              |
| Mersin     | CHP              |
| Istanbul   | AKP              |

| Province      | Party            |
| ------------- | ---------------- |
| İzmir         | CHP              |
| Kars          | AKP              |
| Kastamonu     | Modèle:Fontcolor |
| Kayseri       | AKP              |
| Kırklareli    | CHP              |
| Kırşehir      | AKP              |
| Kocaeli       | AKP              |
| Konya         | AKP              |
| Kütahya       | AKP              |
| Malatya       | AKP              |
| Manisa        | AKP              |
| Kahramanmaraş | AKP              |
| Mardin        | SP               |
| Muğla         | CHP              |
| Muş           | AKP              |
| Nevşehir      | AKP              |
| Niğde         | Modèle:Fontcolor |

| Province  | Party |
| --------- | ----- |
| Ordu      | DSP   |
| Rize      | AKP   |
| Sakarya   | AKP   |
| Samsun    | AKP   |
| Siirt     | AKP   |
| Sinop     | AKP   |
| Sivas     | AKP   |
| Tekirdağ  | AKP   |
| Tokat     | AKP   |
| Trabzon   | CHP   |
| Tunceli   | DGB   |
| Şanlıurfa | AKP   |
| Uşak      | AKP   |
| Van       | AKP   |
| Yozgat    | AKP   |
| Zonguldak | AKP   |
| Aksaray   | AKP   |

| Province  | Party            |
| --------- | ---------------- |
| Bayburt   | AKP              |
| Karaman   | AKP              |
| Kırıkkale | AKP              |
| Batman    | DGB              |
| Şırnak    | DGB              |
| Bartın    | DSP              |
| Ardahan   | IND.             |
| Iğdır     | Modèle:Fontcolor |
| Yalova    | AKP              |
| Karabük   | AKP              |
| Kilis     | AKP              |
| Osmaniye  | AKP              |
| Düzce     | AKP              |